# Falshomelix basicarinata
Falshomelix basicarinata là một loài bọ cánh cứng trong họ Cerambycidae.